# David Graf (BMX)
Pour les articles homonymes, voir David Graf (homonymie) et Graf.
David Graf (né le 8 septembre 1989) est un coureur cycliste suisse. Sextuple champion de Suisse de BMX, il a été médaillé de bronze du championnat du monde en 2015 et 2021 et des Jeux européens de 2015. Il a représenté la Suisse aux Jeux olympiques de 2016 et de Jeux olympiques de 2020. Il met un terme à sa carrière à l'issue de la saison 2021 pour devenir entraîneur national.

## Palmarès en BMX

### Jeux olympiques
- Rio 2016
  - Éliminé en demi finale du BMX

### Championnats du monde
- 2015
  -  Médaillé de bronze du BMX
- 2016
  - 17e de la course BMX
- 2017
  - 11e de la course BMX
- 2018
  - 7e de la course BMX
- Papendal 2021
  -  Médaillé de bronze du BMX

### Coupe du monde
- 2015 : 10e du classement général
- 2016 : 2e du classement général
- 2018 : 6e du classement général
- 2019 : 3e du classement général
- 2020 : 5e du classement général
- 2021 : 18e du classement général, vainqueur d'une manche

### Jeux européens
- 2015
  -  Médaillé de bronze du BMX

### Championnats d'Europe
- 2016
  -  Médaillé d'argent de la course BMX
  -  Médaillé de bronze du contre-la-montre
- 2017
  - 8e de la course BMX
- 2018
  - 8e de la course BMX

### Championnats nationaux
- Champion de Suisse de BMX en 2013, 2014, 2016, 2017, 2018 et 2019

## Palmarès en pump track
- 2018
  -  Champion du monde de pump track
- 2019
  - 10e du championnat du monde de pump track